# بنونتو
شهر  بنونتو (به ایتالیایی: Benevento) با جمعیت ۶۲٬۸۲۷ نفر  در ناحیه کامپانیا در کشور ایتالیا واقع شده‌است.